# Skånsk klotterlav
Skånsk klotterlav (Opegrapha cesareensis) är en lavart som beskrevs av Nyl. Skånsk klotterlav ingår i släktet Opegrapha och familjen Roccellaceae.  Arten är reproducerande i Sverige. Inga underarter finns listade i Catalogue of Life.